# Ideo
IDEO är en amerikansk design- och konsultbyrå med huvudkontor i Palo Alto i Kalifornien. Man har även kontor i andra städer som San Francisco, Chicago, New York, Boston, London, München och Shanghai. Företaget bildades 1991 i samband med en sammanslagning av tre etablerade desigföretag: David Kelley Design, ID Two och Matrix Product Design. Företaget designar produkter, tjänster, miljöer och digitala upplevelser. IDEO har arbetat med tusentals projekt för bland annat kunder inom branscherna konsument-, dator-, medicin-, möbel-, leksaks-, kontors- och fordonsindustrin. Kända exempel är Apples första mus, Microsofts andra mus och Palm V PDA.
IDEO har vunnit fler BusinessWeek/IDSA Industrial Design Excellence Awards än något annat företag. IDEO har rankats topp 25 över mest innovativa företag av BusinessWeek och utför konsultarbete för de övriga 24 bolag i listan för topp 25.